# Jean-Claude Iranzi
Jean-Claude Iranzi (Kigali, 5 ottobre 1990) è un calciatore ruandese, centrocampista del Rayon Sports.

## Carriera

### Club
Ha sempre giocato nel campionato ruandese.

### Nazionale
Ha esordito in nazionale nel 2008.

## Palmarès

### Club

#### Competizioni nazionali
- National Football League (Ruanda): 5

APR Kigali: 2009, 2010, 2011, 2012, 2013-2014
- Rwandan Cup: 4

APR Kigali: 2010, 2011, 2012, 2014

#### Competizioni internazionali
- CECAFA Cup: 1

APR Kigali: 2010